# Sint-Anna (Brugge)
Sint-Anna of het Sint-Annakwartier, ook wel Seminariekwartier genoemd, is een wijk in het centrum van de stad Brugge en een van de negen kwartieren waarin de Brugse binnenstad werd opgedeeld volgens het Ruimtelijk Structuurplan Brugge in 1972. Het ligt in het noordoosten van de binnenstad tussen de vesten van de tweede omwalling, meer bepaald de Kruisvest, en de Langerei. De wijk wordt verder van het Langestraatkwartier afgescheiden door de Langestraat. De barokke Sint-Annakerk vormt het hart van de wijk.